# منحنی چرخش کهکشان

منحنی چرخش کهکشان مارپیچی مسیه ۳۳ (نقاط زرد و آبی با نوارهای خطا) و منحنی پیش‌بینی‌شده از توزیع ماده مرئی (خط خاکستری).

منحنی چرخش یک کهکشان دیسکی ( که منحنی سرعت نیز نامیده می‌شود) نموداری از سرعت مداری ستارگان یا گاز قابل مشاهده در مقابل فاصله شعاعی آنها از مرکز آن کهکشان است. این منحنی را معمولا به صورت نموداری نشان می‌دهند که در آن داده‌های مشاهده شده از هر طرف یک کهکشان مارپیچ عموماً نامتقارن است و داده‌های هر طرف برای ایجاد منحنی‌، میانگین‌گیری می‌شوند. اختلاف قابل توجهی بین منحنی‌های تجربی مشاهده شده و منحنی نتیجه‌گیری شده با اعمال نظریه گرانش بر ماده‌ی مشاهده شده در یک کهکشان وجود دارد. نظریه‌های مربوط به ماده تاریک، راه‌حل‌های اصلی فرضی برای توضیح این اختلاف هستند. 
سرعت چرخش-مدار کهکشان‌ها-ستارگان از قوانین موجود در سایر سیستم‌های مداری مانند ستاره‌ها-سیارات و سیارات-قمرهایی که بیشتر جرمشان در مرکز است، پیروی نمی‌کند. ستاره‌ها با سرعت یکسان یا فزاینده‌ای در طیف وسیعی از مسافت‌ها به دور مرکز کهکشان خود می‌چرخند. در مقابل، سرعت مداری سیارات در سامانه‌های سیاره‌ای و قمرهایی که به دور سیارات می‌چرخند، طبق قانون سوم کپلر با افزایش فاصله کاهش می‌یابد. این نشان دهنده توزیع جرم در آن سیستم‌ها است. تخمین جرم کهکشان‌ها بر اساس نوری که ساطع می‌کنند، برای توضیح مشاهدات سرعت بسیار کم است. 
مشکل چرخش کهکشان، اختلاف بین منحنی‌های چرخش کهکشان مشاهده‌شده و پیش‌بینی نظری است، با این فرض که جرم مسلط مرکزی مرتبط با ماده درخشان مشاهده‌شده وجود دارد. هنگامی که شاخص‌های جرمی کهکشان‌ها از توزیع ستارگان در مارپیچ‌ها و نسبت‌های جرم به نور در دیسک‌های ستاره‌ای محاسبه می‌شوند، این نمودارها با جرم‌های به‌دست‌آمده از منحنی‌های چرخش مشاهده‌شده و قانون گرانش مطابقت ندارند. راه حلی برای این معما، فرضیه‌ی وجود ماده تاریک و فرض توزیع آن از مرکز کهکشان به سمت هاله آن است. بنابراین، اختلاف بین دو منحنی را می‌توان با اضافه کردن یک هاله ماده تاریک در اطراف کهکشان توضیح داد. 
اگرچه ماده تاریک تاکنون پذیرفته‌شده‌ترین توضیح برای مسئله چرخش است، اما پیشنهادهای دیگری با درجات مختلفی از موفقیت ارائه شده است. از میان جایگزین‌های ممکن، یکی از قابل توجه‌ترین آنها دینامیک نیوتنی اصلاح‌شده (MOND) است که شامل اصلاح قوانین گرانش می‌شود. 